# Azzate
Azzate is een gemeente in de Italiaanse provincie Varese (regio Lombardije) en telt 4520 inwoners (31-12-2010). De oppervlakte bedraagt 4,7 km², de bevolkingsdichtheid is 962 inwoners per km².

## Demografie
Azzate telt ongeveer 1667 huishoudens. Het aantal inwoners steeg in de periode 1991-2001 met 2,9% volgens cijfers uit de tienjaarlijkse volkstellingen van ISTAT.
| Jaar | Inwoneraantal |
| ---- | ------------- |
| 1991 | 3712          |
| 2001 | 3820          |
| 2004 | 4051          |
| 2010 | 4520          |

## Geografie
Azzate grenst aan de volgende gemeenten: Brunello, Buguggiate, Crosio della Valle, Daverio, Galliate Lombardo, Sumirago, Varese.